# Eosaulostomus weiskei
Eosaulostomus weiskei är en skalbaggsart som beskrevs av Ohaus 1904. Eosaulostomus weiskei ingår i släktet Eosaulostomus och familjen Rutelidae. Inga underarter finns listade i Catalogue of Life.